# Agrotis andreasi
Agrotis andreasi är en fjärilsart som beskrevs av Turati 1924. Agrotis andreasi ingår i släktet Agrotis och familjen nattflyn. Inga underarter finns listade i Catalogue of Life.